# Gnarls Barkley
Pour les articles homonymes, voir Barkley.
Gnarls Barkley est un groupe américain de neo soul avec des influences hip-hop/funk/jazz/electro/rock psychédélique et R&B né en 2005 de la collaboration entre le chanteur-rappeur Cee Lo Green, à la voix sensuelle et assez aiguë, dont le groupe d'origine est Goodie Mob (groupe faisant partie du collectif Dungeon Family regroupant OutKast, Society of Soul, Sleepy Brown, Witchdoctor, Cool Breeze…), et le producteur Danger Mouse, qui a participé en 2005 avec le rappeur MF Doom à l'album The Mouse and the Mask sous le nom de groupe Danger Doom.
Crazy, leur premier single, est célèbre pour s'être placé en première position des charts britanniques avant même sa commercialisation en magasins, uniquement grâce aux téléchargements en ligne.
L'album St Elsewhere sort en 2006.
Début 2008, un nouveau titre, Run (I'm a Natural Disaster), arrive sur Internet avant un second album : The Odd Couple, annoncé en France pour le 8 avril 2008. Fait rare dans l'industrie musicale, l'album est finalement avancé et est disponible dès le 18 mars 2008 sur iTunes Store et Amazon MP3 et sort « dans les bacs » le 25 mars (31 mars en France). Le titre Going On est la musique d'une publicité de Puma lors de la Coupe du monde de la FIFA 2010.

## Discographie

### Albums
- 2006 : St. Elsewhere
- 2008 : The Odd Couple

### Singles
| Année | Single                       | Position dans les charts | Position dans les charts | Position dans les charts | Position dans les charts | Position dans les charts | Position dans les charts | Position dans les charts | Album          |
| Année | Single                       | US                       | US R&B                   | US Dance                 | US Pop                   | US Adult                 | US Mod                   | UK                       | Album          |
| ----- | ---------------------------- | ------------------------ | ------------------------ | ------------------------ | ------------------------ | ------------------------ | ------------------------ | ------------------------ | -------------- |
| 2006  | Crazy                        | 2                        | 53                       | 23                       | 2                        | 1                        | 7                        | 1                        | St. Elsewhere  |
| 2006  | Smiley Faces                 | —                        | —                        | —                        | —                        | —                        | —                        | 10                       | St. Elsewhere  |
| 2006  | Who Cares?                   | —                        | —                        | —                        | —                        | —                        | —                        | 60                       | St. Elsewhere  |
| 2006  | Gone Daddy Gone              | —                        | —                        | —                        | —                        | 35                       | 26                       | 60                       | St. Elsewhere  |
| 2008  | Run (I'm a Natural Disaster) | 114                      | —                        | —                        | 64                       | —                        | 35                       | 32                       | The Odd Couple |
| 2008  | Going On                     | 88                       | —                        | —                        | 64                       | —                        | —                        | 143                      | The Odd Couple |
| 2008  | Who's Gonna Save My Soul     | —                        | —                        | —                        | —                        | —                        | —                        | —                        | The Odd Couple |